# دانشگاه علوم پزشکی بابل
دانشگاه علوم پزشکی و خدمات بهداشتی درمانی بابل، یکی از دانشگاه‌های دولتی ایران و تحت نظر وزارت بهداشت، درمان و آموزش پزشکی است که در بابل، مازندران قرار دارد.
این دانشگاه، اولین دانشگاه علوم پزشکی شمال ایران و از برترین دانشگاه‌های علوم پزشکی ایران به‌شمار می‌رود. این دانشگاه مسئول ارائه خدمات بهداشتی درمانی در شهرستان‌های بابل، بابلسر و فریدونکنار در استان مازندران است. نام پیشین این دانشگاه تا پیش از تاسیس دانشگاه علوم پزشکی در ساری، دانشگاه علوم پزشکی مازندران بوده‌است.

## تاریخچه
پس از وقوع انقلاب ۱۳۵۷ در راستای اجرای سیاست گسترش دانشگاه‌ها، وزارت فرهنگ و آموزش عالی طی نامه‌ای در اردیبهشت ۱۳۶۲، هیئت تخصصی پزشکی وزارت فرهنگ و آموزش عالی به منطقه مازندران اعزام کرد. این هیئت موافقت خود را به ایجاد نخستین مرکز علوم پزشکی شمال کشور را اعلام کردند.
این مرکز در سال ۱۳۶۲ تأسیس شد و در بهمن ۱۳۶۴ اولین دوره دانشجوی پزشکی از طریق آزمون سراسری پذیرش شده و با حضور وزیر فرهنگ و آموزش عالی وقت عملاً کار خود را آغاز نمود. در سال ۱۳۶۵ دانشکده علوم پزشکی رشت، در سال ۱۳۶۷ دانشکده علوم پزشکی ساری و در سال ۱۳۷۱ دانشکده علوم پزشکی گرگان تأسیس شدند.
با تصویب قانون تشکیل «وزارت بهداشت، درمان و آموزش پزشکی» و انتزاع دانشکده‌های گروه پزشکی از «وزارت فرهنگ و آموزش عالی» و الحاق به «وزارت بهداشت، درمان و آموزش پزشکی» سازمان مرکزی دانشگاه علوم پزشکی مازندران، در بابل استقرار یافت. پس از گذشت چندین سال، سازمان مرکزی، به مرکز مازندران انتقال یافت و موجب شد در سال ۱۳۷۰ دانشگاه علوم پزشکی بابل از مازندران استقلال یابد.

## دانشکده‌ها
این دانشگاه متشکل از ۱۰ دانشکده و یک پژوهشکده است که عبارتند از
1. دانشکده پزشکی
2. دانشکده دندانپزشکی
3. دانشکده داروسازی
4. دانشکده پیراپزشکی
5. دانشکده پرستاری و مامایی
6. دانشکده توانبخشی
7. دانشکده طب ایرانی
8. دانشکده بهداشت
9. دانشکده پرستاری و مامایی رامسر
10. پردیس بین‌الملل
11. پژوهشکده سلامت

## مراکز تحقیقاتی
1. مرکز تحقیقات بیماری‌های غیر واگیر کودکان
2. مرکز تحقیقات بیولوژی سلولی و مولکولی
3. مرکز تحقیقات بهداشت باروری و ناباروری
4. مرکز تحقیقات بیماری‌های عفونی و گرمسیری
5. مرکز تحقیقات مواد دندانی
6. مرکز تحقیقات عوامل اجتماعی مؤثر بر سلامت
7. مرکز تحقیقات اختلال حرکت
8. مرکز تحقیقات سرطان
9. مرکز تحقیقات سلامت و بهداشت دهان
10. مرکز تحقیقات طب سنتی و تاریخ پزشکی
11. مرکز تحقیقات علوم اعصاب
12. مرکز تحقیقات مراقبتهای پرستاری
13. مرکز تحقیقات ایمونورگولاسیون

## نشریات رسمی
1. مجله علمی پژوهشی دانشگاه علوم پزشکی بابل
2. Caspian Journal of Internal Medicine
3. International Journal Molecular & Cellular Medicine
4. Caspian Journal of Pediatric
5. Caspian Journal of Dental Research
6. Caspian Journal of Reproductive Medicine
7. مجله علم سنجی کاسپین
8. مجله سلامت سالمندی خزر
9. مجله آموزش پزشکی
10. مجله اسلام و سلامت
11. مجله نوین سلامت

## مراکز آموزش درمانی
مراکز زیرنظر دانشگاه علوم پزشکی بابل، در مجموع با دارا بودن ۱۰۵۴ (۹۱۳ فعال) تخت در ۷ مرکز آموزشی درمانی به فعالیت خود مشغول اند که عبارتند از:

### آیت‌الله روحانی
این مرکز(بیمارستان آیة الله روحانی بابل) در زمینی به مساحت ۴۰ هزار متر مربع و با زیربنای تقریبی ۶۴ هزار متر مربع در دو طبقه احداث شده‌است و به عنوان بزرگ‌ترین بیمارستان شمال کشور شناخته می‌شود. این مرکز در حال حاضر با در اختیار داشتن مجهزترین و مدرن‌ترین تجهیزات و نیز پرسنل متبحر و مجرب، یکی از بهترین مراکز آموزشی درمانی در شمال کشور است. این مرکز با ارئه خدمات تخصصی و فوق تخصصی، از شروع فعالیت خود هر ساله به عنوان بیمارستان نمونه در مازندران معرفی می‌شود.
| نام مرکز        | سال تأسیس | تخت (فعال) | نام بخش‌ها |
| --------------- | --------- | ---------- | --- |
| آیت الله روحانی | ۱۳۸۸      | ۵۳۱(۳۶۳)   | CCU- ICU جنرال- ICU داخلی- ICU جراحی – ICU قلب باز – NICU جراحی زنان – زنان و زایمان - نوزادان – داخلی اعصاب – گوارش – عفونی – جراحی چشم و گوش و حلق و بینی – هماتولوژی و روماتولوژی – ریه و غدد- قلب و عروق – قلب اطفال- CCUاطفال- جراحی قلب باز – جراحی تراکس- POST آنژیوگرافی – روانپزشکی – اورژانس |

### شهید بهشتی
این مرکز در سال ۱۳۵۳ به صورت مرکز جراحی پایه‌گذاری شد و به صورت خصوصی به فعالیت مشغول بود. بعد از انقلاب اسلامی توسط جهاد سازندگی بهسازی و تجهیز و در سال ۱۳۵۸ به صورت یک مرکز دولتی به فعالیت خود ادامه داد
| نام مرکز   | نوع (آموزشی یا غیر آموزشی) | سال تأسیس | تخت (فعال) | نام بخش‌ها |
| ---------- | -------------------------- | --------- | ---------- | --- |
| شهید بهشتی | آموزشی و درمانی            | ۱۳۵۸      | ۲۱۷ (۱۹۰)  | CCU- جراحی ICU - داخلی ICU(1 و ۲) – جراحی عمومی(۱و ۲) – ارولوژی- ارتوپدی ۱- ارتوپدی ۲- پیوند کلیه – قلب و عروق - اورژانس |

### شهید یحیی نژاد
| نام مرکز       | نوع (آموزشی یا غیر آموزشی) | سال تأسیس | تخت (فعال) | نام بخش‌ها |
| -------------- | -------------------------- | --------- | ---------- | --- |
| شهید یحیی نژاد | آموزشی و درمانی            | ۱۳۰۷      | ۲۲۰ (۱۷۵)  | ICU- CCUداخلی (زنان و مردان)- جراحی (مردان و زنان)- روانپزشکی بزرگسال- روانپزشکی اطفال- قلب و عروق – جراحی زنان و زایمان (۱ و ۲)- پوست- اورژانس |

### کودکان امیرکلا
| نام مرکز        | سال تأسیس | تخت (فعال) | نام بخش‌ها |
| --------------- | --------- | ---------- | --- |
| کودکان امیر کلا | ۱۳۴۲      | ۱۶۰ (۱۳۳)  | NICU- PICU- داخلی اطفال ۱ (اعصاب، ایمونولوژی، عفونی)- داخلی۲ (نفرولوژی، هموتولوژی، غدد) داخلی ۳ (گوارش، نورولوژی، قلب)- جراحی اطفال – پیوند مغز استخوان- نوزادان- اورژانس |

### شهید رجائی بابلسر
| نام مرکز          | نوع (آموزشی یا غیر آموزشی) | سال تأسیس | تخت (فعال) | نام بخش‌ها                |
| ----------------- | -------------------------- | --------- | ---------- | ------------------------ |
| شهید رجائی بابلسر | آموزشی و درمانی            | ۱۳۴۷      | ۳۵ (۲۲)    | شیمی درمانی و رادیوتراپی |

### ۱۷ شهریور مرزیکلا
| نام مرکز          | نوع (آموزشی یا غیر آموزشی) | سال تأسیس | تخت (فعال) | نام بخش‌ها                  |
| ----------------- | -------------------------- | --------- | ---------- | -------------------------- |
| ۱۷ شهریور مرزیکلا | آموزشی و درمانی            | ۱۳۴۷      | ۳۵ (۱۵)    | زنان و زایمان – جراحی زنان |

### فاطمه الزهرا
| نام مرکز     | نوع (آموزشی یا غیر آموزشی) | سال تأسیس | تخت (فعال) | نام بخش‌ها             |
| ------------ | -------------------------- | --------- | ---------- | --------------------- |
| فاطمه الزهرا | آموزشی و درمانی            | ۱۳۷۱      | ۱۵ (۱۵)    | زنان و درمان ناباروری |